# Francisco Antonio García Carrasco
Francisco Antonio García Carrasco Díaz (Ceuta, 15 de diciembre de 1742-Lima, 10 de agosto de 1813) fue un militar español que ejerció como Gobernador Real de Chile. Fue el último gobernador español antes de que iniciaran las acciones autonomistas y luego separatistas del país con la Monarquía Española.

## Último gobernador de Chile
La mayor parte de su vida transcurrió en los campamentos, alejado de la vida social y del trato cortesano. Una vez muerto el gobernador de Chile Muñoz de Guzmán en febrero de 1808, de acuerdo con la disposición dictada por Carlos IV en 1806, le correspondió tomar el mando al militar de más alta graduación. Tras amenazar a la Real Audiencia para que cumpliese el dictamen real, tomó definitivamente el cargo de gobernador de Chile. A causa de aquella amenaza al tribunal, se produjo un gran antagonismo entre el gobernador y la Audiencia.

## Caída como gobernador
Una epidemia que asoló los cultivos de trigo de Bolivia y Perú, por lo cual Chile se convirtió en el granero de ambos generó problemas. Se sumó la aparición de franceses en 1800, generó un  auge del comercio en el Pacífico sur con la aparición de ingentes cuotas de bandolerismo y corrupción. 
La invitación de la Junta Suprema Central a designar un diputado fue recibida con indiferencia, tanto por García Carrasco como por los criollos. Tras un proceso de agitación social en Buenos Aires y las intervenciones de los virreyes provocaron que García Carrasco hiciera apresar al procurador de la ciudad, Juan Antonio Ovalle, a José Antonio de Rojas, patriota de rica familia, y al abogado Bernardo Vera y Pintado, enviándolos a Valparaíso para ser embarcados hacia Perú y ponerlos a disposición del virrey Abascal (25 de mayo de 1810). Estas medidas, basadas en simples sospechas y delaciones, provocó la más violenta reacción en la aristocracia criolla. Además en Chile se había recibido la noticia de que la Junta de Gobierno de Buenos Aires había depuesto al virrey Cisneros, lo que exacerbó más los ánimos en Chile.
Las noticias del extrañamiento de Ovalle, Rojas y Vera a Callao provocaron tumultos populares y la agitación provocó que el pueblo de la capital, incentivado por criollos ricos, se armase dispuesto a obtener la renuncia de García Carrasco y reemplazarlo por una Junta de Gobierno. El caso de la fragata Scorpion fue la gota que rebasó el vaso. Tras el asalto al navío contrabandista inglés, perdió el poco prestigio que García Carrasco poseía. Luego de este suceso, Martínez de Rozas se retiró a Concepción. La Real Audiencia intervino, para evitar la constitución de la Junta y propuso a los cabildantes obtener la renuncia de García Carrasco, reemplazándolo por el militar de más alta graduación. A petición del Tribunal, García Carrasco entregó el mando al brigadier Mateo de Toro Zambrano ante una asamblea de los miembros del cabildo y los altos jefes del ejército y de las milicias (16 de julio de 1810). Este hecho fue un gran apoyo para la conformación de la Junta Gubernativa.